# Oberster Volksrat
Der Oberste Volksrat (Naczelna Rada Ludowa) war am Ende des Ersten Weltkriegs das überparteiliche polnische Komitee für den preußischen Teil des dreigeteilten Polens.

## Geschichte
Der Rat wurde als das Zentrale Bürgerkomitee (Centralny Komitet Obywatelski) in 1916 in Posen gegründet. Die National-Demokratische Partei (Stronnictwo Narodowo-Demokratyczne) nahm den größten Einfluss auf seine Ausrichtung. Es unterstützte im Ersten Weltkrieg die Entente-Staaten und arbeitete eng mit dem Polnischen Nationalkomitee (Komitet Narodowy Polski) zusammen, das am 15. August 1917 in Lausanne gegründet wurde und in Paris unter der Führung Roman Dmowskis arbeitete. Am 11. November 1918 wurde das Zentrale Bürgerkomitee in den Volksrat (Rada Ludowa) umbenannt; am nächsten Tag rief der Rat das vorläufige Kommissariat ins Leben, das aus Stanisław Adamski, Wojciech Korfanty und Adam Poszwiński bestand. Am 14. November wurde der Volksrat in den Obersten Volksrat umbenannt. Die am 5. Dezember in Posen versammelte vorläufige polnische Teilungsgebiet-Sejm (Polski Sejm Dzielnicowy) erkannte diesen als legitime Staatsgewalt im preußischen Teilungsgebiet Polens an. 
Zu diesem Zeitpunkt bestand der Oberste (Polnische) Volksrat aus folgenden Mitgliedern:
- Stanisław Adamski und Władysław Seyda (Großpolen)
- Wojciech Korfanty und Józef Rymer (Oberschlesien)
- Stefan Łaszewski (Pommerellen)
- Adam Poszwiński (Kujawien)

Man einigte sich darauf, Niederlassungen (Unterkommissariate) in Beuthen und Danzig zu gründen. Anfangs sprach sich der Oberste Volksrat für die friedliche Übernahme der polnischen Gebiete, die sich Preußen einverleibt hatte, durch den neuen polnischen Staat aus. Nach dem Ausbruch des Aufstandes in Großpolen entschloss man sich jedoch dazu, alle Gebiete Großpolens (Provinz Posen), die man unter Kontrolle bekam, in Polen einzugliedern, obwohl man anfänglich die Zollgrenze zwischen der ehemaligen Provinz Posen und ehem. Russisch-Polen  beibehalten und eine eigene Währung – Posener Mark – einführen wollte. Der Oberste Volksrat in Person Józef Rymers vertrat zweimal Polen während der internationalen Friedenskonferenz in Paris. Einer der interessantesten Beschlüsse des Rates war die Einführung des 8-Stunden-Arbeitstages. Die Vereinigung wurde schließlich durch die Polnische Verfassunggebende Nationalversammlung am 12. August 1919 beschlossen, infolge löste sich der Oberste Volksrat am 19. August 1919 auf. Seine Kompetenzen wurden an die Staatsregierung in Warschau übergeben, wo ein besonderes Ministerium (Ministerstwo Byłej Dzielnicy Pruskiej) unter der Leitung von Władysław Seyda gegründet wurde, das sich nur mit der Großpolnischer, Pommerellischer und Ostoberschlesischer Problematik befasste.